# Raugu
Raugu est un village d'Estonie situé dans la commune de Saaremaa, dans le comté de Saare.
Avant la réforme municipale du 21 octobre 2017, le village faisait partie de la commune d'Orissaare
Au 31 décembre 2011, le village comptait 9 habitants

## Histoire
Raugu est mentionné pour la première fois en 1592 sous le nom de Rauko Niclas, une ferme. En 1798, le village, situé sur le domaine de Rannaküla, porte le nom de Rauga.
En 1977, Raugu est annexé au village voisin de Randküla. En 1997, il redevient un village indépendant.